# Golaš
Golaš is een plaats in de gemeente Bale in de Kroatische provincie Istrië. De plaats telt 92 inwoners (2001).